# アーバンファーミング
アーバンファーミングとは、農家による野菜生産や販売を主とした農業とは異なり、誰もが自宅やコミュニティファームなどで仲間と野菜を育てたり、食べたり、学んだり、生ゴミをコンポストで堆肥にするなどの都市における農的なライフスタイルを指している。

## 特徴
「アーバンファーミング」は、都市における農を通じた持続可能な生活文化として、またコミュニティ形成や防災の拠点という観点からも近年世界的に注目が集まっている。都市部に畑を増やすことで緑化を推進し、ヒートアイランド現象の緩和やCO2の削減といった環境面での効果が見込めることに加えて、子どもたちの食育、食料自給率の向上や地産地消、コンポスト（堆肥化）によるフードロスの削減にもつながる可能性があり、SDGsの「住み続けられるまちづくりを」「気候変動に具体的な対策を」「すべての人に健康と福祉を」などの目標において大きな効果が期待されている。

## 日本のアーバンファーミング
Tokyo Urban Farming
Tokyo Urban Farmingは「Tokyoを食べられる森にしよう」を掛け声に、賛同頂いた企業や団体、個人とともに2021年に発足した、都市のリジェネレイティブ（再生型）な農を中心とした都市の持続可能な生活文化を創造・発信していくオープンプラットフォームで、都市の遊休地や屋上、家庭菜園を活用したコミュニティファームの創出、Farm to Table や食育など各種イベントの開催､コンポストステーションの実証実験、情報発信などを通じて「アーバンファーミングをもっと楽しく、美しく、あたりまえにする」ことを目指している。
赤坂UoCや各地のコミュニティファームでの「URBAN FARM TALK」や山手線の駅で苗を無料配布する「駅からFARMing」の実施、渋谷スクランブルスクエアでの「Urban Farming POP UP」、新宿駅前に「Shinjuku Farm」を開設するなど様々な活動他、2023年5月には東京23区内12の事例と6人のキーパーソン、その底流にある思想や方法、文化をまとめた書籍『Urban Farming Life』を発売。
grow
持続可能な食と農をアグリテインメントな世界へをヴィジョンに掲げ、実業家の芹澤孝悦が代表取締役CEO、連続起業家の孫泰蔵、コンサルティング会社 D4DR代表の藤元健太郎が共同創業者・取締役を務める、経済産業省J-Startup認定のスタートアップ、プランティオ株式会社  が開発・提供する、民主的で持続可能な食と農的活動を支援するプラットフォーム。シェアリングIoT農園『grow FIELD』や野菜栽培ガイドアプリ『grow GO』、IoTセンサー『grow CONNECT』などのサービスを展開する。
- grow FIELD：都会で、気軽にシェアしながら野菜を育てる “地域の共有財産” としてのコミュニティファーム。従来の貸農園のコンセプトとは異なり、占有せず、場所を共有し、みんなでフィールド全体を支えるという相互扶助とコモンズがコンセプトの根底にある。[7]
- grow GO - スマホアプリ：お手入れタイミングをタイムリーにガイドする機能を搭載する。コミュニティ機能で野菜づくりをもっと楽しく。野菜とつながり、仲間とつながるアプリ。[7]
- grow CONNECT - IoTセンサー：センサーが計測した日照量・土壌水分量・土壌温度など栽培に重要なデータを元にした栽培アドバイス。今後の栽培にも役立つ、栽培時の画像データやセンサー値をアーカイブ。[7]
- grow SHARE - 環境貢献度の可視化：自宅のベランダや街の中にあるコミュニティファームなど、野菜づくりの場所を「vege SPOT（ベジスポット）」として登録、可視化するウェブサービス。農的活動とその環境貢献度を可視化。[7]

## 世界のアーバンファーミング
フランス・パリ NATURE URBAINE
パリのポルト・ド・ヴェルサイユ見本市会場の屋上に設立された農園で、2020年に１万4000平米に拡大された、欧州最大の屋上農園。水耕栽培でトマト、なす、きゅうりを、空中栽培で苺、ハーブ、フダンソウ（ブレット）、サラダ菜などを栽培する。空中栽培は、丸い筒に開けたポケット状の穴に植物の苗を入れ、中から栄養素を加えた水が定期的に供給される仕組み。土を使わないのでBIO認証は取れないが、農薬も化学肥料も使っていない。庭仕事をしたい市民には土の入った1㎡の木箱を年間320ユーロで貸し出し、栽培方法は庭師がアドバイスする。
イギリス・ロンドン
2012年のオリンピックの際、市長が西暦にかけて「2,012箇所の農園をつくる」と宣言。現在は3,080箇所にまで増え、年間120万食分の野菜が市民の手によって生産されている。
デンマーク・コペンハーゲン
デンマークの首都・コペンハーゲンの市議会は、誰もが自由に取って食べることができる「公共の果樹」を市内に植えることを決定した。都市全体を「誰でも利用可能な農園」にしようと試みるこの計画。市議会議員の Astrid Aller 氏によれば、自然と人間とのつながりが薄くなっている都市圏において、果実や野菜の採取といった行為を通じて、自然の大切さに触れる機会を生み出すことが狙いだという。
アメリカ・ニューヨーク ブルックリン・グレインジ
ニューヨーク市内の２つのビルの屋上に展開する広大な農地で、年間で23トンもの青果を生産している。創業者の一人、ベン・フラナー氏は「現代人が忘れかけているサステナブルな食物生産に、直に触れることのできる場を提供したいという思いから、2010年にこのビジネスを興しました」と話している。